# Kontextsensitive Halbwertszeit
Die kontextsensitive Halbwertszeit ist ein pharmakologischer Begriff, der insbesondere in der Anästhesiologie im Zusammenhang mit der Infusion von Schmerz- und Narkosemitteln verwendet wird. Sie ist definiert als die Zeit, die notwendig ist, bis die Plasmakonzentration eines Wirkstoffs nach kontinuierlicher Infusion von definierter Dauer („Kontext“) auf die Hälfte abgesunken ist.

## Hintergrund
Der Begriff der kontextsensitiven Halbwertszeit wurde 1992 von M. A. Hughes eingeführt und berücksichtigt neben der Elimination auch insbesondere den Einfluss der mit der Medikamentengabe einsetzenden Umverteilungsprozesse auf die Konzentrationsabnahme. Die Autoren simulierten diese Vorgänge in Zwei- und Drei-Kompartimentmodellen.
Fast alle Anästhetika und Opioide zeigen eine Verteilung in periphere Kompartimente („Speicherung“ in Geweben und Organen). Ausmaß und Geschwindigkeit von Verteilung und Rückverteilung in das zentrale Kompartiment (= Plasma) unter Berücksichtigung der Dauer der Zufuhr bestimmen jeweils die kontextsensitive Halbwertszeit, die damit auch ein indirekten Maß für die Kumulation (Anreicherung) einer Wirksubstanz ist.
Abzugrenzen ist die kontextsensitive Halbwertszeit von der Eliminationshalbwertszeit, auch terminale (Plasma-)Halbwertszeit genannt, die nach Erreichen des Verteilungsgleichgewichts aus dem Plasmaspiegel-Zeit-Verlauf in der Eliminationphase ermittelt wird.

## Bedeutung
Der Begriff spielt eine Rolle in der Anästhesiologie. Während einer Narkose werden kontinuierlich Medikamente zugeführt. Bei der Wirkstoffklasse der Opioide, die dabei verwendet werden, ist die Kenntnis der kontextsensitiven Halbwertszeiten wichtig, um die Narkose besser steuern zu können. Der Parameter ist ein Maß für kumulative Potenz, Steuerbarkeit der Narkose sowie Abschätzung der Aufwachzeit.
Eine Verallgemeinerung des Konzeptes ist die bedeutsame Konzentrationsabfallzeit (relevant decrement time), bei der nicht ausschließlich die Zeit bis zur Halbierung der Wirkstoffkonzentration wie bei der kontextsensitiven Halbwertszeit, sondern auch andere prozentuale Konzentrationsabnahmen beschrieben werden. Diese weisen oft eine größere klinische Relevanz auf, etwa für das Aufwachen aus einer Narkose.
In der Anästhesiologie findet das Konzept der Mehrkompartimentmodelle unter Nutzung der damit verbundenen pharmakokinetischen Modellparameter praktische Anwendung mit der Target Controlled Infusion (TCI), einem Verfahren zur rechnergestützten Infusion mittels Spritzenpumpen. Die therapeutisch angestrebten Wirkstoffkonzentrationen werden durch Steuerung der Infusionsrate erreicht.
| Wirkstoff    | Kontextsensitive Halbwertszeit (Minuten) | Kontextsensitive Halbwertszeit (Minuten) | Anmerkung zur kontextsensitiven HWZ                                                         | Eliminationshalbwertszeit |
| Wirkstoff    | Infusionsdauer 120 Minuten               | Infusionsdauer 240 Minuten               | Anmerkung zur kontextsensitiven HWZ                                                         | Eliminationshalbwertszeit |
| ------------ | ---------------------------------------- | ---------------------------------------- | ------------------------------------------------------------------------------------------- | ------------------------- |
| Fentanyl     | 120                                      | 263                                      | Stetig zunehmend, Gefahr der Akkumulation                                                   | 3–12 Stunden              |
| Alfentanil   | 45                                       | 59                                       | Kürzer im Vergleich zu Fentanyl, länger im Vergleich zu Sufentanil, stabil nach 2–3 Stunden | 1,5–2 Stunden             |
| Sufentanil   | 29                                       | 34                                       | Kürzer im Vergleich zu Fentanyl                                                             | 11–15 Stunden             |
| Remifentanil | 3–4                                      | 3–4                                      | Ultrakurz, stabil nach 3–4 Minuten, keine Akkumulation                                      | 3–10 Minuten              |